# Newcastle-under-Lyme

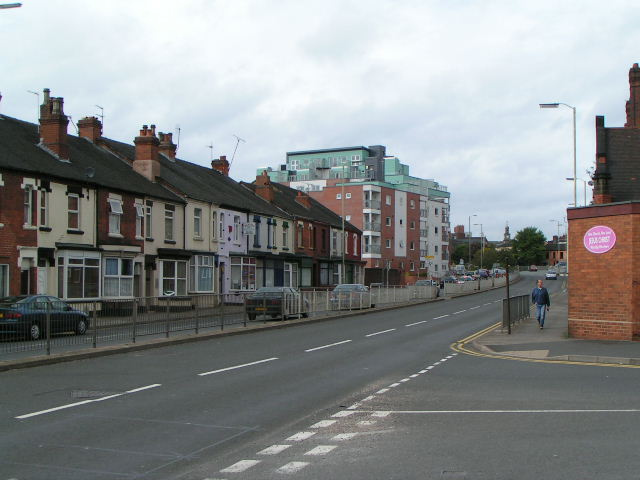
Gata i Newcastle

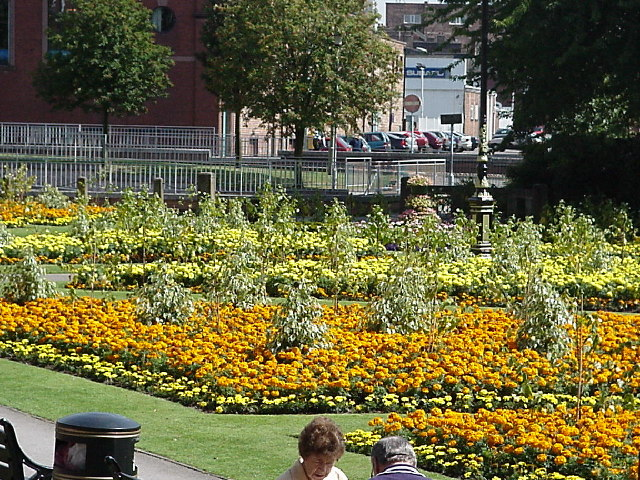
Queen's Gardens

Newcastle-under-Lyme, känd som "castle" för de lokala invånarna, är en handelsstad i distriktet Newcastle-under-Lyme, i grevskapet Staffordshire i regionen West Midlands i England, med 73 944 invånare (2001) i staden och 125 297 invånare i distriktet (2022).
Staden är belägen väster om grannstaden Stoke-on-Trent. Deras respektive utkanter hänger ihop med varandra. Newcastles stadskärna ligger bara 3 kilometer från Stoke-on-Trent och mindre än 6 kilometer från Hanley. Newcastle ligger ungefär 27 kilometer norr om staden Stafford.